# Бубу

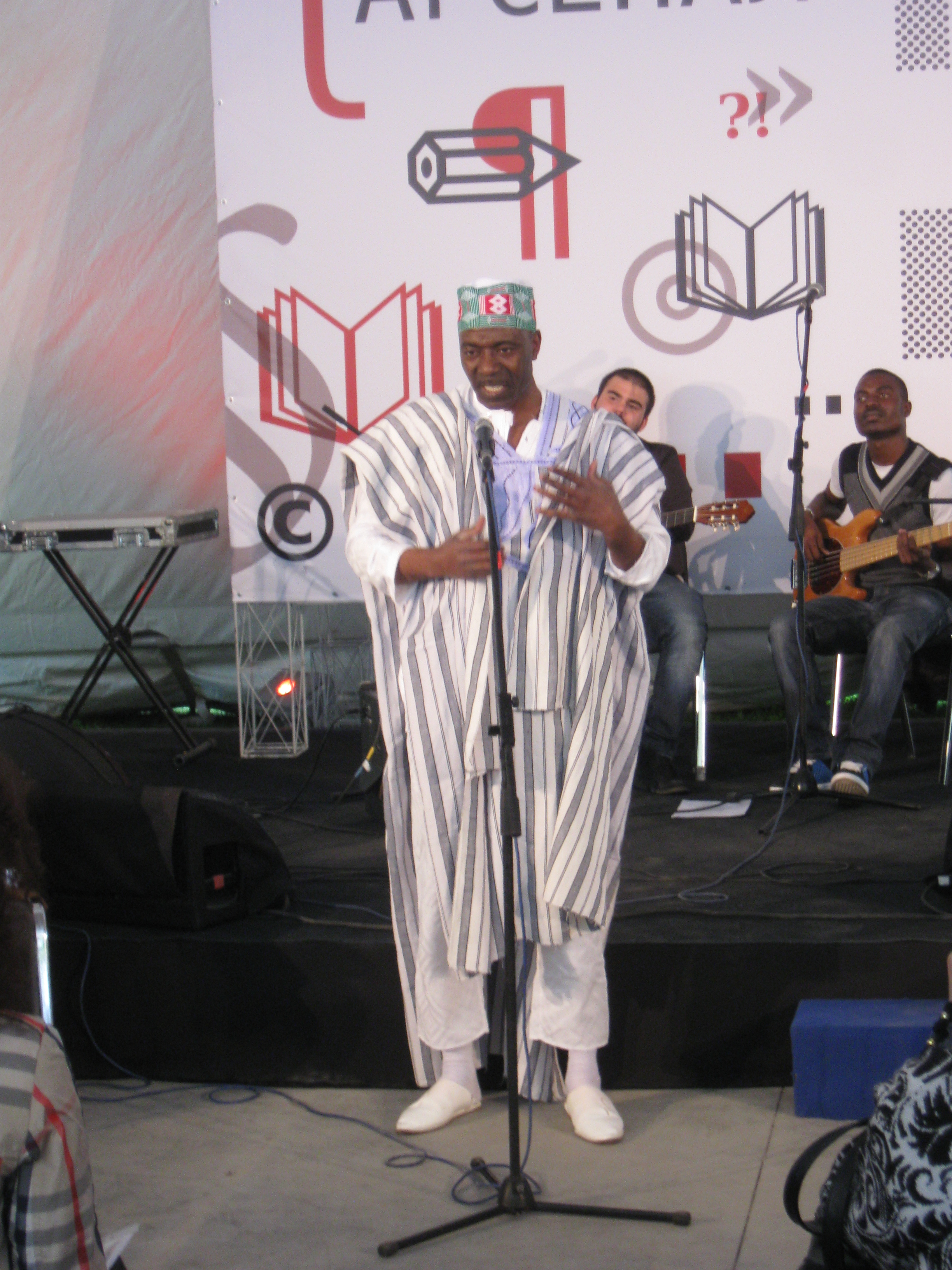
Голова ГО «Африканська Рада в Україні» Ісса Саді Діалло (Issa Sadi Diallo), представник народу фула з Гвінеї у святковому бубу на африканському заході під час КА, квітень 2015 року

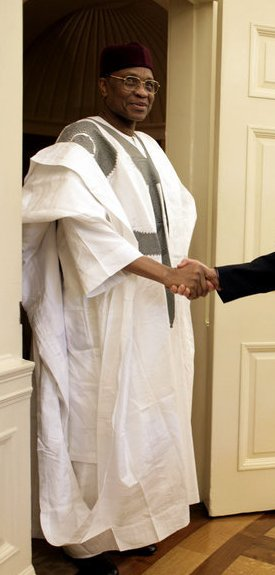
Президент Нігеру Мамаду Танджа в бубу

Бу́бу (boubou) — переважно чоловічий довгий і широкий тунікоподібний халат-сорочка із широкими рукавами, який носять чоловіки в Західній (т.зв. Західний Судан) та меншою мірою в Північній Африці.
Одяг і його варіації відомі під різними назвами в різних етнічних групах і мовах. Його називають agbádá на йоруба, babban Riga на хауса, boubou або mbubb на волоф, k'sa або gandora у туарегів, Kwayi Bèri на зарма-сонгаї, darra'a на магрибській арабській, grand boubou в різних франкомовних країнах Західної Африки.
Жіночий варіант, який носять у деяких етнічних спільнотах, відомий за назвами м'бубу або кафтан.

## З історії
Походження бубу пов'язують з манерою вдягатись чоловіків туарегів, сонгаїв-зарма, хауса, канурі, тубу та представників інших транссахарських і сахельських етнічних груп, які носили довгу сорочку-халат для захисту від обох стихій (суворого денного сонця і температур нижче нуля вночі) під час подорожі пустелею Сахара. 
Баббан-ріга/бубу часто поєднувався з великим тюрбаном, який закривав усе обличчя, за винятком очей, відомим як алашо на хауса, тагельмуст у туарегів або літам арабською. 
У Королівстві Малі (ХІІ-ХІІІ ст.ст.), державах хаусанців та королівстві Сонгай (XIV ст.) цю комбінацію одягу прийняли як символ статусу, на відміну від традиційних халатів без рукавів або з короткими рукавами (нині відомих як дашікі або ганські халати), які вдягав простолюд або т.зв. сенегальський кафтан (варіація арабського thawb). 
Відтак бубу/баббан-ріга швидко набув популярності серед західноафриканських мусульман під час міграцій торговців та ісламських проповідників хауса, фулані та діула в мусульманські регіони Західної Африки та навколо них у 1400-х роках, а згодом і в не такі ісламізовані території після фульбських джихадів у ХІХ столітті з наступною французькою та британською колонізацією.

## Опис і використання
Бубу зазвичай прикрашають вигадливою вишивкою і вдягають з особливих релігійних або церемоніальних нагод на кшталт святкування Іду, на весілля, похорони або для відвідування мечеті на п'ятничну молитву. 
Наразі бубу вважається офіційним і національним одягом багатьох країн Західної Африки. Старі бубу стали сімейними реліквіями, які передаються від батька до сина і мають статусний характер.
Існують жіночі варіанти стилю агбада в Малі, Сенегалі, Гамбії, Гвінеї, Нігері, Мавританії та багатьох інших країнах Західної Африки. Альтернативна жіноча формальна версія бубу також називається просто покривалом.
Бубу, власне агбада, як повний офіційний костюм нігерійських йоруба, складається з 3 частин: штанів із зав'язками, які звужуються до кісточок (відомі як ṣòkòtò, вимовляються як «шокото» на йоруба), сорочки з довгими рукавами та широкої безрукавки. Ці 3 частини зазвичай усі одного кольору. Виготовлені з бавовни й пишно оздоблені традиційними візерунками. 
У теперішній час (з 2-ї половини ХХ ст.) йоруба шиють агбаду з синтетичних тканин, які нагадують шовк, що сильно відрізняється від традиційних бавовняних бубу.
Існує певний етикет носіння бубу, головним чином для того, щоб верхня безрукавка була вище кісточок у відповідності з ісламськими традиціями. 

## Розповсюдження
Популярність бубу історично обмежувалася  ісламізованими народами Сахеля та Сахари в Західній Африці, але завдяки збільшенню торгівлі та поширенню ісламу по всьому регіону, воно поширилось і на народи савани та лісистих регіонів Західної Африки. Отже бубу історично носили вожді племен сонгаї в Нігері та Малі, хауса та йоруба в Нігерії, дагомба в Гані, мандінка в Гамбії, сусу в Гвінеї та темне в Сьєрра-Леоне.
Сьогодні бубу набув популярності як модний одяг серед широких верств населення в Західній Африці, африканської діаспори, а відносно недавно й серед представників бантуських народів Східної, Південної та Центральної Африки.